# Robert Sund
Robert Conrad Sund, född 19 april 1942 i Gävle,  är en svensk dirigent och kompositör.

## Biografi
Robert Sund, som är uppvuxen i Sandviken, studerade vid Uppsala universitet 1963–1969 och är fil. mag. i psykologi. Under denna tid var han även ledare för Gästrike-Hälsinge nations kör. Sedan studerade han vid Kungliga Musikhögskolan i Stockholm 1971–1975, där han sedan under åren 1978–1995 undervisade i dirigering och ensembleledning. Han var från 1985 till 2008 ledare för manskören Orphei Drängar, åren 1985–1991 tillsammans med Eric Ericson.  Han har även varit sånganförare i Allmänna Sången åren 1970–1988 och startade damkören La Cappella år 1986. Robert Sund sjöng också i den riksbekanta Kvintetten Olsson och i Eric Ericsons Kammarkör.
Han har varit styrelseledamot i Sveriges Körförbund och Föreningen Sveriges Körledare.
Robert Sund är äldre bror till dirigenten och kompositören Håkan Sund och far till infektionsläkaren Fredrik Sund.

## Priser och utmärkelser (urval)
- 1988 – Hugo Alfvénpriset
- 1990 – Norrbymedaljen
- 1993 – Årets körledare
- 1994 – Uppsala kommuns hedersmedalj
- 2004 – H.M. Konungens medalj i 8:e storleken i högblått band
- 2008 – Uppsala universitets Gustaf Adolfs-medalj i guld [3]
- 2018 – Medaljen för tonkonstens främjande[4]

## Kompositioner (urval)
- 100 psalmen
- 4 sånger för manskör
- Aldrig blir jag riktigt stor/ Old Enough I'll Never Grow
- Den öppna handen och den slutna. Musik till TV-teater
- Det lutande tornet i Pisa
- Duggens taarer smiler
- Eric Ericson 70 år
- Ett nyfött barn/ A Newborn Child
- Flyga går fort/ Flying is Fun: En musikalisk berättelse
- Gick jag allena
- Gånglåt från Mockfjärd – Variationer
- Lustwin dansar en gavott med de fem sinnena
- Mässa
- Några synnerliga småstycken
- När gräset blir grönt
- Per Spelman – Variationer
- Rimarium – Tio tonsatta tankar
- Sjung, änglar, sjung
- Spara och Slösa – En musikalisk komedi
- Synnerliga småstycken
- Tre etyder
- Mässa vid Uppsala musikklassers 25-årsjubileum
- Resan till Nineve
- melodin till "Hemglassbilen"[5]

### Webbkällor
- Robert Sund i Nationalencyklopedins webbupplaga
- Biografi från Kungliga Filharmoniska Orkestern

### Fotnoter
1. 1 2  Sveriges befolkning 2000, Sveriges Släktforskarförbund, 2020, läst: 10 oktober 2021.[källa från Wikidata]
2. ↑  "En okänd världsstjärna från Sandviken" Gefle Dagblad 2012-10-03
3. ↑  "Gustaf Adolfs-medaljen till Robert Sund" Uppsala universitet 2008-04-21
4. ↑  ”Årets medaljörer”. Kungliga musikaliska akademin. 4 december 2018. http://musakad.se/nyheter/nyheter/aretsmedaljorer.2527.html. Läst 23 januari 2019.
5. ↑  "Glassbils-låten friad" Aftonbladet 2002-04-23